# محمد گیلاوگی
محمد گیلاوگی (انگلیسی: Mohamed Guilavogui؛ زادهٔ ۱۴ نوامبر ۱۹۹۶) بازیکن فوتبال اهل فرانسه است.
از باشگاه‌هایی که در آن بازی کرده‌است می‌توان به باشگاه فوتبال کلرمون فوت اشاره کرد.
وی همچنین در تیم ملی فوتبال Mali U20 بازی کرده‌است.